# Torre de la Vega (Torrelavega)
La Torre de la Vega fue una casona fortificada perteneciente a la Casa de la Vega. Se cree que se edificó o a finales del siglo XIII por orden de Garcilaso I de la Vega, o a principios del siglo XIV por mandato de Leonor de la Vega. Construida en un lugar llamado Pando, en torno suyo se originó la aldea agrícola de Torre la Vega en el siglo XIV, que existe actualmente como Torrelavega. En 1797 la visita Gaspar Melchor de Jovellanos, diciendo de ella que los duques del Infantado, señores de la localidad y propietarios de la torre, la estaban derribando para extender una hilandería de algodón. En 1930 se pedía al ayuntamiento desde las columnas del diario El Cantábrico su adquisición y conservación. Parte de sus ruinas aún existían en 1956, cuando se derribaron junto a una iglesia para edificar la iglesia de la Virgen Grande.
La torre perteneció a los duques del Infantado entre los siglos XVI y XVII. Estos eran desde principios de la Edad Moderna dueños de la Honor de Miengo y el Mayordomazgo de la Vega, por tanto, de buena parte del territorio que hoy ocupa Cantabria. Su actividad estaba centralizada en Torrelavega, siendo por tanto la torre sede administrativa y judicial del señorío.

## Arquitectura
Originalmente se trataba de una torre defensiva de planta cuadrada y construida con sillares de piedra esquineros, muros de mampostería y almenas. Siguiendo la evolución propia de muchas torres de Cantabria, posteriormente se le añadió un palacio dispuesto en torno a un patio central, por lo que recibió el sobrenombre de corral o corralón de la Vega.